# Второй импичмент Дональда Трампа

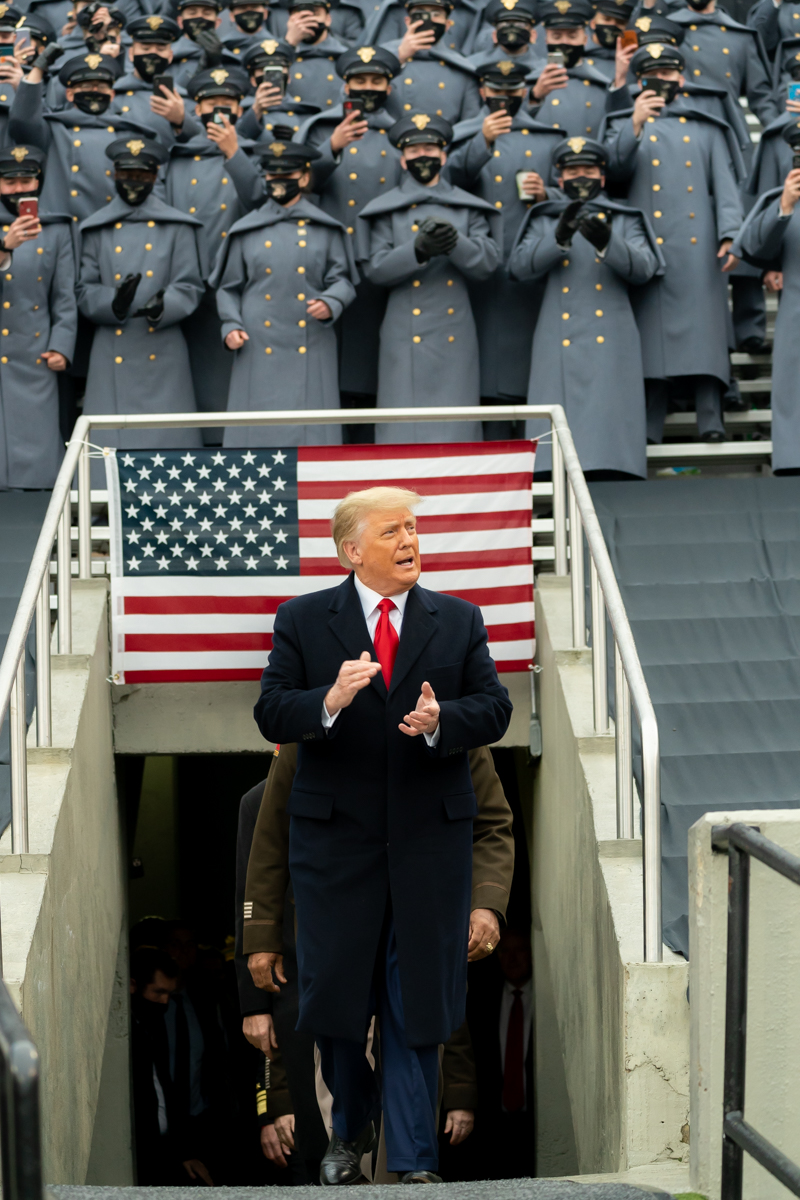
Республиканец Дональд Трамп, 45-й и 47-й президент США (2017—2021; с 2025)

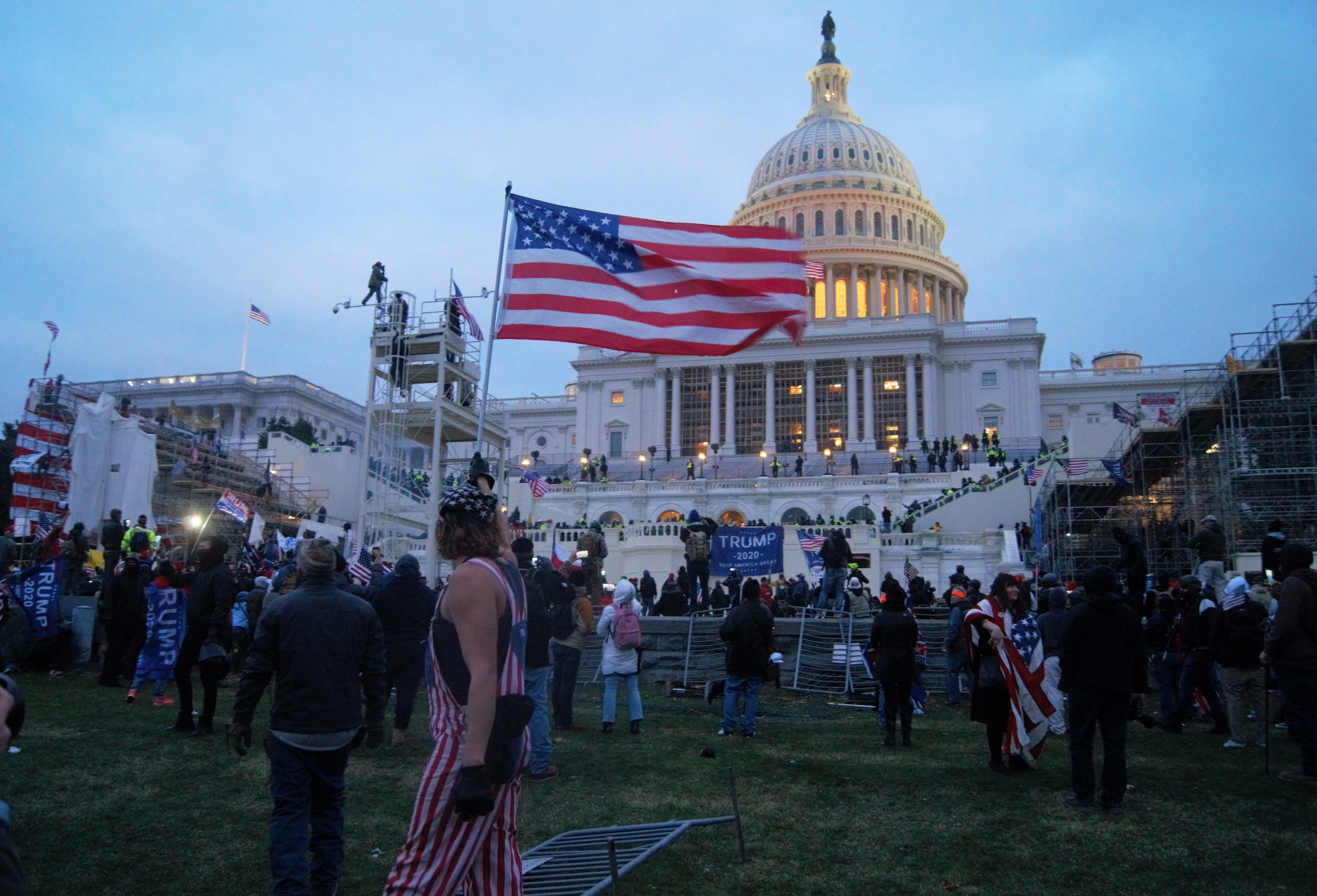
Захват Капитолия сторонниками президента Трампа (6 января 2021)

Второй импичмент Дональда Трампа был инициирован после захвата Капитолия США, в котором сторонники президента Дональда Трампа по его инициативе захватили здание Капитолия с целью воспрепятствовать проведению подсчёта голосов выборщиков. После этого многочисленные государственные деятели страны обвинили его в подстрекательстве к насилию и призвали к его отставке. Процедура импичмента была инициирована 13 января 2021 года Палатой представителей США. 13 февраля 2021 года Сенат проголосовал против обвинительного приговора 57 голосами «за» и 43 голосами «против».

## Ход событий
Члены Конгресса США из Демократической и Республиканской партий, включая спикера Палаты представителей Нэнси Пелоси, лидера меньшинства в Сенате Чака Шумера и связанные с ними должностные лица призвали к немедленному лишению Трампа его полномочий и обязанностей по управлению государством либо путём применения 4-й статьи Двадцать пятой поправки к Конституции США, либо путём импичмента и последующего осуждения. Если бы любое из этих действий было исполнено до 20 января 2021 года, то оно привело бы к следующему:
- Если бы президент Трамп ушёл в отставку, вице-президент США Майк Пенс стал бы 46-м президентом США; в таком случае он стал бы президентом лишь на несколько дней, после чего был бы сменён в должности избранным на выборах 2020 года 47-м президентом Джозефом Байденом. Таким образом, Майк Пенс побил бы рекорд правления Уильяма Генри Гаррисона, умершего на 31-м дне своего президентского срока; это также стало бы вторым уходом в отставку президента США в истории; первой была отставка президента Ричарда Никсона из-за его роли в Уотергейтском скандале.
- Если бы государственные деятели воспользовались полномочиями, указанными в Двадцать пятой поправке к Конституции США, Майк Пенс принял бы на себя «полномочия и обязанности» главы государства, в то время как Дональд Трамп остался бы действующим президентом, лишённым юридической власти; это стало бы историческим прецедентом использования 4-й секции Двадцать пятой поправки[2][3]. В таком случае Джозеф Байден всё равно стал бы 46-м президентом США 20 января 2021 года.
- Если бы импичмент и последующее осуждение Трампа были объявлены до окончания его срока, Майк Пенс стал бы 46-м президентом США, и Дональд Трамп стал бы первым президентом в истории страны, осуждённым в результате импичмента; это также сделало бы его первым президентом, импичмент которому был объявлен дважды[4].

К вечеру 7 января более 200 членов Сената и Палаты представителей призывали к отстранению Трампа от должности любым из возможных способов. Спикер Пелоси заявила, что в случае, если Первый кабинет Дональда Трампа не лишит его полномочий через Двадцать пятую поправку за подстрекание к «вооружённому восстанию против Америки», Палата представителей начнёт процесс второго импичмента.
Демократическая партия США планирует опубликовать резолюцию по импичменту Трампа в понедельник, 11 января 2021. Согласно сведениям СМИ, по крайней мере до вечера 9 января вице-президент Майк Пенс не исключал использования им Двадцать пятой поправки к Конституции и всерьёз рассматривал такую возможность.
13 января 2021 года Палата представителей Конгресса США большинством голосов поддержала инициативу импичмента Дональду Трампу. Сенат США начал рассмотрение вопроса об импичменте уже ушедшего с должности Трампа 9 февраля 2021 года. В результате голосования 13 февраля Трамп был оправдан. Дональд Трамп — первый президент США, которому дважды пытались объявить импичмент.

## Применение Двадцать пятой поправки к Конституции США
Двадцать пятая поправка к Конституции определяет порядок осуществления полномочий президента в случае, если президент вынужден досрочно прекратить несение своих обязанностей. Несмотря на то, что в большинстве случаев поправка использовалась для отстранения от должности лиц, неспособных выполнять свои обязанности по состоянию здоровья, Секция 4 поправки предусматривает возможность вице-президента при поддержке большинства членов кабинета объявить президента неспособным исполнять свою роль по управлению государством. В таком случае вице-президент должен принять на себя обязанности отстранённого президента.

### Члены кабинета, рассматривавшие возможность задействования 25-й поправки
- Государственный секретарь Майк Помпео[13]
- Министр финансов Стивен Мнучин[13]
- Бывший Министр образования Бетси Девос[14][15]

Сенатор Элизабет Уоррен раскритиковала Девос за её уход в отставку, из-за которого она не может задействовать 25-ю поправку для отставки Трампа. Лидер большинства в Палате представителей Джим Клибурн обвинил Девос и Министра транспорта Элейн Чао в «бегстве от ответственности», заключающемся в уходе в отставку из кабинета президента Трампа вместо активных усилий по его отставке.
Однако, СМИ сообщили, что до своего ухода с поста Бетси Девос обсуждала с прочими членами кабинета возможность задействования Двадцать пятой поправки к Конституцию для лишения президента его полномочий. Несмотря на это, она сочла такой прецедент невозможным и подала в отставку в знак протеста.

## Сторонники импичмента

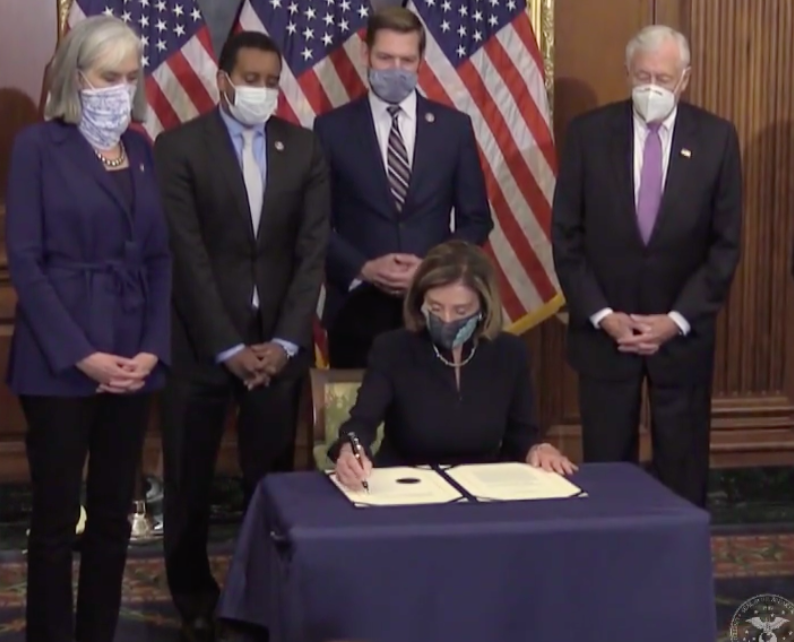
Нэнси Пелоси подписывает резолюцию Конгресса о проведении второго импичмента Д.Трампу

### Резолюция Ильхан Омар
Резолюция об импичменте, черновая версия которой была написана представителем Ильхан Омар 7 января 2021, была дополнена и поддержана представителями Дэвидом Чичиллине, Тедом Лю, Элом Грином, Рашидой Тлаиб, Александрией Окасио-Кортес, Кори Буш и более чем шестьюдесятью другими.
- Статья 1 затрагивает телефонный звонок, состоявшийся 2 января 2021 года, в котором президент Трамп «настойчиво просит Секретаря Джорджии пересмотреть финальные и заверенные результаты президентских выборов в этом штате».
- Статья 4 затрагивает поведение Трампа 6 января 2021 года, когда он призывал своих последователей посетить Вашингтон «с целью подстрекательства к насилию и воспрепятствованию исполнению Конгрессом своих обязанностей по сертификации результатов выборов».

## Противники импичмента

### Сенат
Лидер большинства в Сенате Митч Макконнелл заявил, что, так как сессии Сената вплоть до 19 января будут проходить в формате Pro forma (то есть сессии, в течение которых не предполагается ведение какой-либо официальной деятельности; такие сессии нужны, чтобы не нарушить конституционный запрет на более чем трёхдневные перерывы в сессиях любой из палат), любые политические решения могут быть приняты только при единогласной поддержке Сената. Согласно правилам Сената касательно импичмента, слушания по делу об импичменте должны начаться на следующий день после предоставления сенаторам обвинений против действующего президента. Таким образом, импичмент Трампа не может состояться до инаугурации Джозефа Байдена.
8 января сенатор от штата Южная Каролина Линдси Грэм опубликовал твит, в котором заявил, что второй импичмент «принесёт больше вреда, чем пользы».

### Палата представителей
Представитель пятого конгрессионального округа Орегона от Демократической партии Курт Шрейдер стал первым демократом в Палате представителей, высказавшимся против импичмента, сравнив его с «линчеванием» и заявив, что «не придерживаясь надлежащей правовой процедуры, мы [демократы] становимся ничем не лучше республиканцев». Он также считает, что импичмент ещё сильнее разделил бы народ страны. Впоследствии он извинился за эти высказывания и заявил, что проголосовал бы за импичмент.

### Прочие
Бывший профессор Юридического факультета Гарвардского университета Алан Дершовиц, представлявший Дональда Трампа на слушаниях по делу об импичменте в 2019—2020 годах, не поддерживает второй импичмент. Он заявил, что президент «не совершил влекущее за собой импичмент правонарушение» и что он «счёл бы честью ещё раз выступить в защиту Конституции от попыток использовать её как политическое оружие».

## Развитие событий

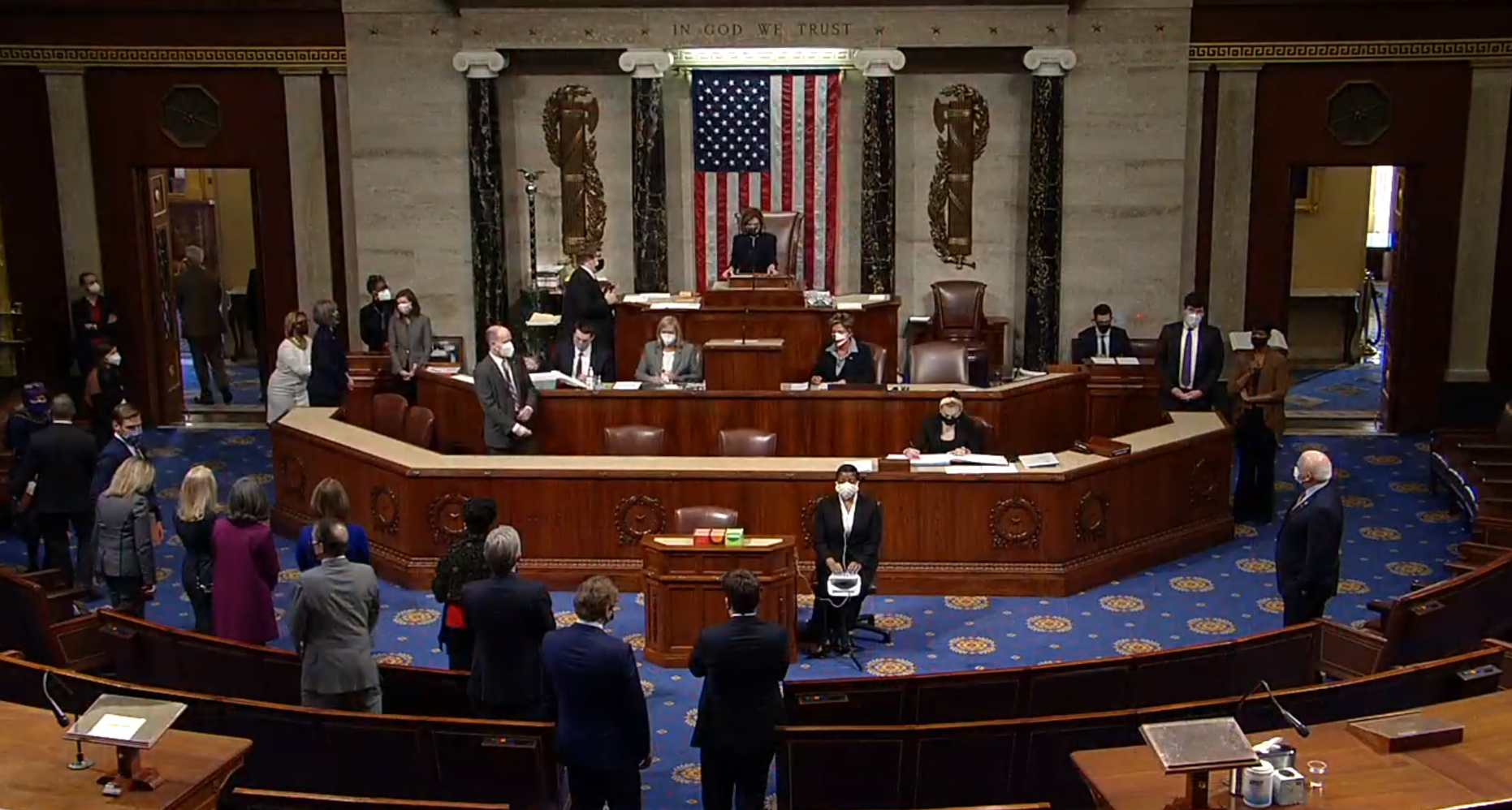
Открытие слушаний в американском парламенте о подстрекании к мятежу (13 января)

13 января члены Палаты представителей проголосовали за процедуру импичмента 232 голосами против 197 при 4 воздержавшихся. Помимо всех демократов, за импичмент проголосовали десять республиканцев, в том числе Лиз Чейни, Энтони Гонсалес, Хайме Эррера Бейтлер, Джон Катко, Адам Кинзингер, Дэн Ньюхаус, Том Райс, Фред Аптон и Дэвид Валадао. К августу 2022 года четверо проиграли первичные выборы поддержанным на республиканских праймериз Трампом кандидатам (среди них — ярый противник бывшего главы государства Лиз Чейни), или ушли в отставку, только двое имели шанс на переизбрание.
25 января 2021 года статья обвинения уже бывшего президента Трампа была официально передана в Сенат. После этого лидер демократического большинства в Сенате Чак Шумер и глава республиканского меньшинства Митч Макконнелл согласились предоставить юристам Трампа дополнительное время для того, чтобы подготовить ходатайство, опровергающее предъявленное обвинение. 8 февраля этот документ был подготовлен. По утверждению юристов Трампа, импичмент президента, уже сложившего свои полномочия, является неконституционным, а заявления Трампа, в которых он призывал своих сторонников не признавать итоги выборов и «сражаться до последнего», защищены Первой поправкой к Конституции США.
9 февраля 2021 года начались открытые слушанья по делу о подстрекательстве к мятежу со стороны бывшего президента Дональда Трампа. Суд, состоящий из одних сенаторов, возглавил самый пожилой демократ на Капитолийском холме — Патрик Лихи. 89 сенаторов высказались за запрещение Трампу занимать в будущем какие-либо должности в федеральных органах власти, 11 республиканцев не поддержали эту инициативу.
Прения сторон выглядели следующим образом: два дня (10 и 11 февраля) свидетели обвинения демонстрировали доказательства того, как речь Дональда Трампа способствовала походу его сторонников от стен Белого Дома на штурм Капитолия. Два дня (12 и 13 февраля) адвокаты Трампа приводили собственные аргументы для защиты 45-го президента США.

## Итог парламентских слушаний

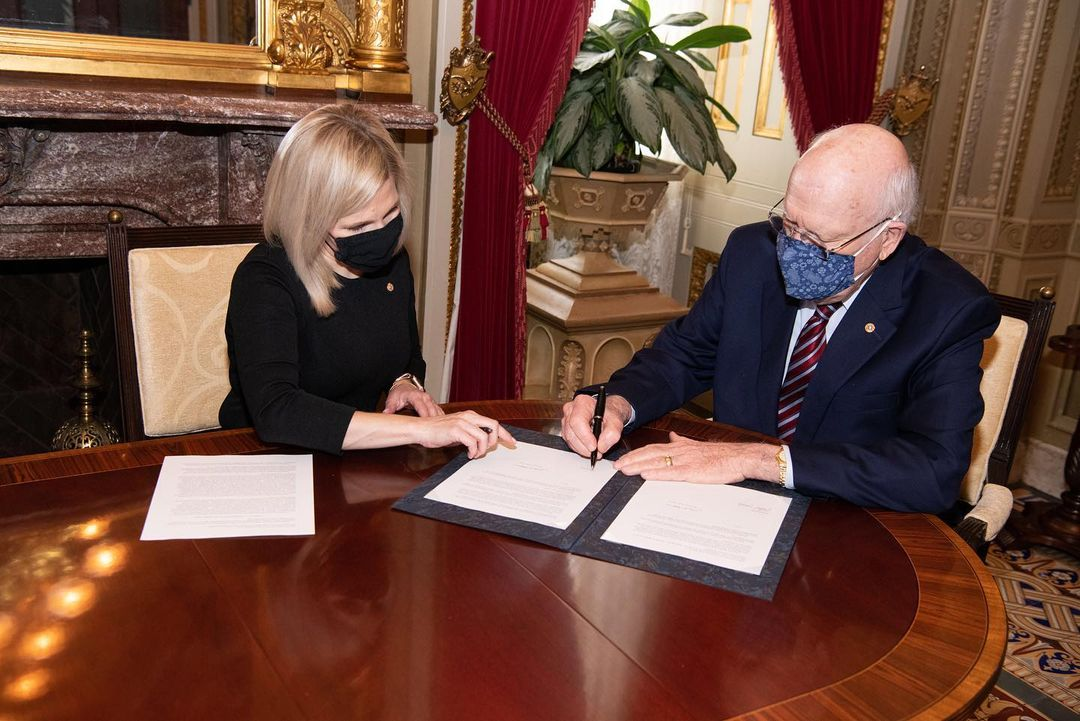
Патрик Лихи оформляет вердикт Сената по вопросу об импичменте Д.Трампа (13 февраля 2021 года)

Перед началом заседания сенатор Том Коттон, союзник Трампа из Республиканской партии, заявил, что Конституция не даёт Сенату полномочий на проведение импичмента бывшего президента. Однако правоведы Брайен Калт и Франк Боумэн III считают, что «имеются серьёзные исторические доказательства» существования концепта импичмента государственного служащего, уже покинувшего должность. «Между 1776 и 1787» десять штатов упомянули импичмент в своих конституциях, и половина из них явным образом разрешали «поздний» импичмент; ни одна из них не вводила запрета на рассмотрение подобных дел. Более того, имеется исторический прецедент отстранения от должности уже ушедшего с поста Военного министра Уильяма Уорта Белнапа в 1876 году.
13 февраля 2021 года Сенат проголосовал против обвинительного вердикта по импичменту: 57 голосами «за» и 43 голосами «против». Для успешного вердикта требовалось минимум 67 голосов «за».